# Carl Lagercrantz (bankman)
Carl Fredrik Gustafsson Lagercrantz, född 10 juni 1883 i Karlskrona, död 24 juni 1977 i Stockholm, var en svensk bankdirektör.

## Biografi
Carl Lagercrantz var son till viceamiral Gustaf Lagercrantz och grevinnan Dika Wrangel. Han blev underlöjtnant i flottan 1903, löjtnant 1905, fick avsked 1910 och blev kapten i reserven 1916. Carl Lagercrantz blev verkställande direktör i Rogestorps bränntorvsfabrik 1917 och gick över till Stockholms läns brandstodsbolag 1926. Han var VD för Stockholms läns sparbank 1933–1951 och var dess ordförande 1951–1955. Carl Lagercrantz blev kommendör av Vasaorden 1955 (riddare 1937) och riddare av Nordstjärneorden 1948.

### Familj
Lagercrantz var 1908–1938 gift med grevinnan Agnes Hamilton (1885–1972), dotter till landshövdingen, greve Hugo Hamilton och friherrinnan Elvine Åkerhielm af Blombacka. De fick barnen Ebba (1908–1980) (gift med historikern Erik Lönnroth), Olof Lagercrantz (1911–2002), Lis Asklund (1913–2006), Lotty (1914–1934) och Rutger Lagercrantz (1917–2003).
Han var från 1938 gift med en syssling till sin första fru, rödakorssystern Lilian född von Koch (1901–1987), dotter till kammarjunkare Nils von Koch och grevinnan Jacquette Marie Anna Hamilton. De fick barnen Dika (1939–2015), BA, grafisk formgivare, USA) samt tvillingarna Nils (1942–1964) och Arvid Lagercrantz.
Carl Lagercrantz är gravsatt i minneslunden på Solna kyrkogård.